# Dak'Art 2006
Dak'Art 2006 è la settima edizione d'arte della Biennale di Dakar consacrata all'arte contemporanea africana, organizzata a Dakar in Senegal nel 2006 e diretta da Yacouba Konaté che dà all'esposizione il titolo Afrique: entendus, sous-entendus et malentendus (Africa: intesi, sottintesi e malintesi). Dak'Art 2006 è la prima biennale con un direttore artistico.

## Storia
La Biennale di Dakar del 2006 si svolge dal 5 maggio al 5 giugno 2006 ed è inaugurata dal presidente del Senegal Abdoulaye Wade.

## Organizzazione
La Biennale di Dakar del 2006 è la prima biennale con un direttore artistico. L'appello alle candidature è pubblicato con un'open call pubblicizzata con il network di e-flux. Viene nominato direttore artistico Yacouba Konaté.
Yacouba Konaté si affianca da sei collaboratori responsabili ciascuno di una zona geografica: Celestin Badibanga (Africa centrale), Abdellah Karroum (Africa settentrionale), Barbara Murray (Africa australe), Amy Horschak (Americhe), Marie Luise Syring (Europa), Bisi Silva (Africa occidentale) e Youma Fall (Senegal). I curatori, oltre a selezionare le candidature libere inviate da artisti con il passaporto di un paese africano, votano i partecipanti da loro stessi proposti.

## Programma
Il titolo della biennale del 2006 è Afrique: entendus, sous-entendus et malentendus (Africa: intesi, sottintesi e malintesi) che è al centro del programma dell'evento.
La manifestazione presenta 87 artisti in 4 sedi espositive.

## Partecipanti

### Esposizione internazionale
- Adel Abdessemed
- Cheikhou Ba
- Mamadou Ballo
- Manuel Barreto
- Luis Basto et Berry Bickle
- Taïb Ben Haj
- Jack Beng-Thi
- Joseph Bertiers
- Amel Bouslama
- Wim Botha
- Frederic Bruly Bouabré
- Louis Cameron
- Cherin Cheri
- Kudzanai Chiura
- Soly Cissé
- Claudia Cristovao
- Hassan Darsi
- Salif Youssouf Diabagaté
- Mohamed Diabaté
- Dilomprizulike
- Djibril André Diop
- Aly Doa
- Sokey Edorh
- Bright Ugochukwu Eke
- Brahim El Anatsui
- El Loko
- Emmanuel Eni
- Safâa Erruas
- Ludovic Fadairo
- Mounir Fatmi
- Aïcha Filali
- Osvaldo Da Fonseca
- Pélagie Gbaguidi
- Marcel Gotene
- Khaled Hafez
- Annie Anawana Haloba
- Mohamed Kacimi
- Amadou Kane Sy
- Jak Katarikawé
- Souleymane Keïta
- Amal El Kenawy
- Richard Kimathi
- Abdoulaye Konaté
- Jems Robert Koko Bi
- Bill Kouelany
- Siriki Ky
- Ndary Lô
- Alfred Lyolo
- Churchill Madikida
- Ngwengwe Malagatana
- Makengle Ma Mungwa
- Arjan Martins
- Missheck Masamvu
- Colbert Mashile
- Berry Matundu
- Myriam Mihindou
- Aimé Mpane
- Mambakwedza Mutasa
- Victor Mutelekesha
- Ingrid Mwangi
- Pascal Nampémanla Traoré
- Kori Newkirk
- Babacar Niang
- Ibrahima Niang
- Serigne Mor Niang
- Nnenna Okore
- Senam Okudzeto
- Bruce Onobrakpeya
- Aboudramane Ouatara
- Ankomah Owusu
- Keith Piper
- Hilario Pompilio
- William L. Pope
- Hani Rashed
- Robin Rhode
- Jacques Samir Stenka
- Bassirou Sarr
- Berni Searle
- Mamady Seydi
- Fillipus Sheehama
- Saliou Traoré
- Andrew Tshabangu
- Freddy Tsimba
- Ernest Weangue
- Guy Bertrand Woueté Lotchouang
- Bellie Zangewa
- Dominique Zinkpé

### Salone del design
- Chafika Aït-Oughia
- Madeleine Bomboté
- Cheikh Diallo
- Khalifa Ababacar Dieng
- Astou Diop
- Christian Djomagni
- César Dogbo
- Dalil Menasria
- Auro Nalla Ndiaye
- Mamadou Ndoye Guèye
- Babacar Mbodj Niang
- Vincent Niamien
- Valérie Oka
- Dominique Petot

### Documenti dell'evento
- Dak'Art 2006: 7ème Biennale de l'art africain contemporain, Editions Biennale de l'Art africain contemporain de Dakar, Dakar, 2006. Testi di Victor Emmanuel Cabrita, Ousseynou Wade, Yacouba Konaté, Rasheed Araeen, Saliou Kandji, Marie Luise Syring, Youma Fall, Evelyne Toussaint, Abdellah Karroum, C. Krydz Ikwuemesi, Roger Pierre Turine, Celestin Badibanga ne Mwine, Rachida Triki, Amy Horschak, Ntone Edjabe, Boubacar Boris Diop e Barbara Murray.
- "Dak'Art Info", n. 2, Juin 2005.

### Articoli e recensioni
- Christian Hanussek, Écrire Dak'art (Entendus, sous-entendus et malentendus) in "Africultures", 06/05/2008. Il saggio analizza le recensioni pubblicate su "Africultures", "Artthrob", "African Arts", "Art Monthly", "Texte zur Kunst", "Parachute", "Artforum International", "Art Press", "Ethiopiques", "Third Text" et "art21" di Virginie Andriamirando, Carol Brown, Viyé Diba, Teresa Gleadowe, Didier Marcel Houénoudé, Kerstin Schankweiler, Wendelin Schmidt, Victoria Schmidt-Linsenhoff, Henry Meyric Hughes, Storm Janse Van Rensburg, Thierry William Koudedji, Maureen Murphy, Steven Nelson, Polly Nooter Roberts, Jessica Oublié, Robert Storr, Florent Souvignet, Hélène Tissieres, Frank Ugiomoh e Cédric Vincent.
- Cédric Vincent, Dak’art 2006 : 7ème Biennale de l’art africain contemporain in "art21", n°8, 2006.
- Brown, Carol. “A Global Africa at Dak’Art 7,” African Arts, vol. 39, issue 4 (Winter 2006): 60-1.
- Diba, Viyé. “Dak'Art 2006: A View from the Inside,” African Arts, vol. 39, issue 4 (Winter 2006): 62-3.
- Gleadowe, Teresa. “Dak’Art 7th Biennale of African Contemporary Art,” Art Monthly, issue 297 (June 2006): 34-6.
- Nelson, Steven. “Recalling Dak'Art,” African Arts, vol. 39, issue 4 (Winter 2006): 64-5.
- Rensburg, Storm Janse van. “Art Routes: Negotiating Dak'Art,” African Arts, vol. 39, issue 4 (Winter 2006): 66-7.